# Big Brasa
Big Brasa foi um conjunto musical brasileiro ativo nas décadas de 1960 e 1970 durante a fase da Jovem Guarda. O grupo formou-se no bairro de Messejana, em Fortaleza (Ceará) e seus integrantes fundadores eram: Lucius, Severino, João Ribeiro, Adalberto, Edson e Luís Antônio Alencar.
O início da banda deu-se em 1967 e esta permaneceu ativa até 1978. O conjunto musical Big Brasa foi muito popular entre os fortalezenses, principalmente através dos programas Show do Mercantil, semanal, e diário Studio 2, que eram exibidos pela extinta TV Ceará, da Rede Tupi de Televisão. Atuou também em diversos estados nordestinos e em todo o interior do Ceará. O Conjunto Musical Big Brasa acompanhou vários artistas do Pessoal do Ceará, tais como Ednardo e Belchior dentre outros.  
Sobre a música da Jovem Guarda no Ceará existem três publicações, de autoria do guitarrista-solo do Conjunto Big Brasa, João Ribeiro Silva Neto (Beiró). A primeira delas o livro intitulado O Big Brasa - Anos Dourados, lançado em 1999 em Messejana, Fortaleza, Ceará em uma brilhante festa que reuniu grupos musicais importantes daquele período inesquecível. O segundo livro "Big Brasa - 50 Anos Inesquecíveis" e o terceiro A Música em Minha Vida - 50 Anos de Lembranças. São publicações históricas sobre um período escasso de informações as quais marcaram os 50 anos de fundação do Conjunto Musical Big Brasa. Histórias e fatos, clubes de Fortaleza na época, equipamentos musicais dos Anos 1960 e 1970 e a fase dourada em que o Conjunto Big Brasa participou da televisão cearense, durante quase sete anos, na TV Ceará Canal 2, da extinta Rede Tupi de Televisão, dos Diários e Emissoras Associados. O grupo participava dos programas Show do Mercantil, apresentado por Augusto Borges e do Studio 2, programa diário da emissora.  
Em 2021 mais duas publicações do mesmo autor, João Ribeiro Silva Neto, desta vez sobre a TV Ceará Canal 2, do qual fez parte com o Conjunto Big Brasa e outra sobre a Televisão Educativa do Ceará (TVE), onde esteve como sonoplasta e sonotécnico por seis anos. As séries, com dez capítulos, retratam aspectos internos das dependências da emissora, abordam o funcionamento dos programas e dos meios técnicos e equipamentos existentes na época. Devem ser motivo de mais uma publicação histórica sobre a televisão no Estado do Ceará. 

## A Jovem Guarda no Ceará
Os grandes pioneiros do movimento pop rock dos anos 1960 do século XX, mais tarde foi intitulado de Jovem Guarda, foi a banda Os Rataplans, com César Barreto e seu irmão Barretinho, nas guitarras e na liderança. Fundado em 1964, o grupo se inspirava na banda nacional The Clevers, com o formato guitarra elétrica, baixo elétrico, bateria e saxofone. As guitarras elétricas foram feitas artesanalmente e eram ligadas em amplificadores de potência mínima para os padrões atuais, mas já faziam uma zoada danada para os ouvidos acostumados com as bem comportadas e boleradas bandas de baile de então.
Os Rataplans como pioneiros se depararam com a reação de estranheza dos diretores dos clubes, mas em contrapartida com a acolhida da moçada. Com a eclosão do sucesso de nomes chave da Jovem Guarda como os Beatles e Roberto Carlos, as paradas de sucesso passaram a ser comandadas por eles e outros e o movimento foi logo batizado de iê-iê-iê, rótulo modificado e tirado dos vocais dos Beatles - ié,ié,ié.
Logo outros conjuntos surgiram e curiosamente em cada área ou bairro de Fortaleza. Nomes como The Dangerous, Os Desafinados, Os Quem, Os D'Mais e o Brasas 6(a partir de 1981 - Os Brasas) começaram a se fazer presentes nos clubes, festas familiares, tertúlias e nos shows em colégios femininos, isso por volta de 1965, 1966-67. Os cabelos dos rapazes começaram a crescer e as roupas foram ficando coloridas. O repertório oscilava entre Roberto Carlos, Renato e seus Blue Caps, Os Incríveis, The Fevers, e nos Beatles e Rolling Stones em bandas como o Conjunto Big Brasa, The Belgas, os Quem, The Dangerous e The Monkees.
Os espetáculos em colégios femininos eram acompanhados pela mesma histeria das meninas dispensada a nomes como os Beatles. Até o interior do Ceará deu a sua contribuição em termos de bandas do estilo - Dissonantes, na cidade de Maranguape, Monólitos em Quixadá e o conjunto musical Big Brasa em Fortaleza.
Logo o mercado de festas e bailes foi ocupado pelos conjuntos de iê-iê-iê, como eram chamados na época, até porque eram mais econômicos, pois com quatro músicos se fazia uma festa, na fórmula básica de duas guitarras, um baixo e uma bateria, e no máximo um cantor a mais. Os teclados vieram depois, e um ou outro grupo botava um piston (trompete) ou um saxofone na formação, agora a essência básica mesmo era guitarra e voz, e ponto final.
Obs.: Piston e trompete, mesmo instrumento. E o musicista que executa é "trompetista", pois, não há identificação de 'pistonista'.
Nos anos 1960 do século XX, como já se mencionou, só havia um canal de TV, no Ceará, e ainda assim com transmissão limitada em termos de horário e alcance. Operando em preto e branco, a TV Ceará, começava a programação ao cair da tarde nos durante a semana, e um pouco mais cedo aos sábados e domingos. Em uma época sem transmissão em cadeia gerada para todo o Brasil, os programas do Canal 2 consistiam em seriados e noticiários, novelas e programas locais ao vivo, já que nem sistema de gravação de imagem havia.
Pois bem, havia um programa na tardinha dos sábados chamado TV Juventude, comandado pelo radialista Paulo Limaverde que revelava novos valores da terra, como dubladores, que eram jovens que faziam mímicas e movimentos labiais em cima de sucessos da época e conjuntos locais de Jovem Guarda que tocavam ao vivo com toda a vontade de ser feliz.
Mais tarde a mesma TV Ceará apresentou outros programas voltados para música e atrações, como o Estúdio 2 e o Show do Mercantil com apresentação de Augusto Borges e presença musical do conjunto Big Brasa. Vale salientar que esses mesmos programas tanto revelaram talentos locais, como trouxeram muitos artistas e bandas de fora.
Por outro lado, Fortaleza na época era tida como a cidade dos clubes, muitos deles por sinal extintos hoje em dia. Assim sendo, as bandas de Jovem Guarda encontravam amplo espaço para as suas funções já que o gênero estava em alta no período. Até os clubes elegantes como Líbano, Náutico e Iate, aderiram ao estilo promovendo festas e tertúlias com bandas como The Monkeys e Faraós, e trazendo grupos de fora como Renato e seus Blue Caps e Brazilian Beatles.
Fortaleza era assim no período - cada bairro tinha lá seu clubezinho e sua banda de Jovem Guarda, e a juventude prestigiava em massa os eventos com tais grupos, e por vezes havia festivais com dois ou três conjuntos. As vendas de equipamento e instrumentos cresciam em lojas como a Mesbla, o que indicava a eclosão de um movimento que deixou recordações até hoje.
Com o fim dos anos 1960 as bandas de iê-iê-iê foram se transformando em grupos mais diversificados em termos de estilo. A marca de uma época permaneceu, e hoje em dia as bandas de Jovem Guarda continuam o seu desempenho com ampla aceitação, por parte inclusive de outras gerações.